# 4-Méthylpentanal
Le 4-méthylpentanal, également appelé 4-méthylvaléraldéhyde, est un aldéhyde produit naturellement lors de la conversion du cholestérol en prégnénolone à la troisième étape de la réaction catalysée par l'enzyme de clivage de la chaîne latérale du cholestérol (P450scc).